# Peyreleau
Peyreleau is een gemeente in het Franse departement Aveyron (regio Occitanie) en telt 75 inwoners (2009). De plaats maakt deel uit van het arrondissement Millau. Het dorp ligt in de Gorges de la Jonte, recht tegenover het dorp Le Rozier (departement Lozère).

## Geografie
De oppervlakte van Peyreleau bedraagt 15,4 km², de bevolkingsdichtheid is dus 4,9 inwoners per km².

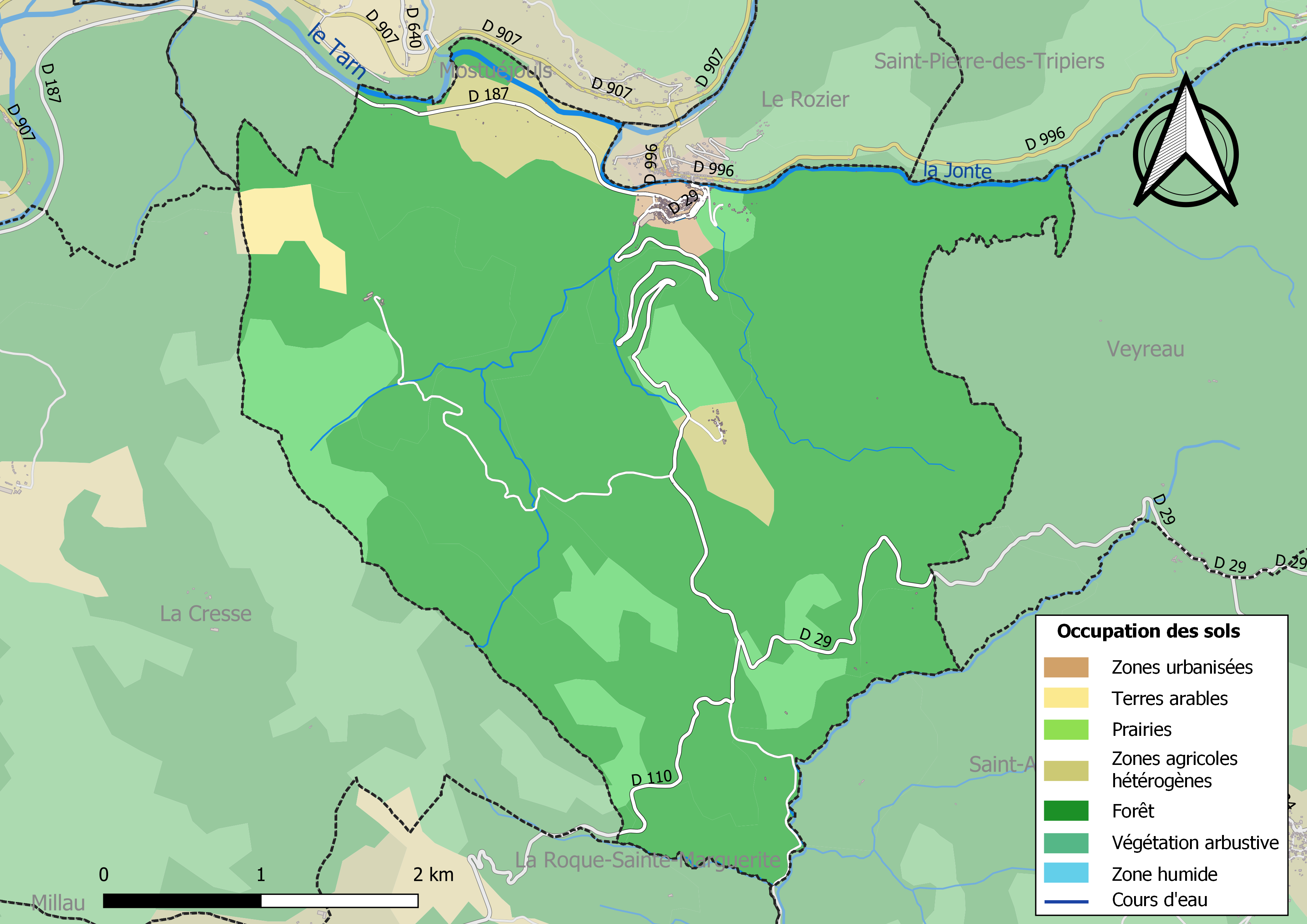
Kaart van de gemeente met de belangrijkste infrastructuur, bodemgebruik en omliggende gemeenten

## Demografie
Onderstaande figuur toont het verloop van het inwonertal (bron: INSEE-tellingen).

Vanwege een beveiligingsprobleem met de MediaWiki Graph-software is het momenteel niet mogelijk deze grafiek weer te geven. Zodra de software is bijgewerkt zal de grafiek vanzelf weer zichtbaar worden.